# Amal Adam
Amal Adam, född 24 december 1981, är en egyptisk bågskytt. Hon deltog vid olympiska sommarspelen 2020.